# Río Veral
Río Veral este o arie protejată (arie specială de conservare — SAC, sit de importanță comunitară — SCI) din Spania întinsă pe o suprafață de 280,22 ha, integral pe uscat.

## Localizare
Centrul sitului Río Veral este situat la coordonatele 42°36′52″N 0°52′06″W / 42.6144°N 0.868209°V.

## Înființare
Situl Río Veral a fost declarat sit de importanță comunitară în iulie 2000 pentru a proteja 5 specii de animale. Situl a fost protejat și ca arie specială de conservare în februarie 2021.

## Biodiversitate
Situată în ecoregiunea mediteraneană, aria protejată conține 4 habitate naturale: Galerii de Salix alba și de Populus alba, Păduri de Quercus ilex și Quercus rotundifolia, Râuri de munte și vegetația lor lemnoasă cu Salix elaeagnos, Păduri iberice de Quercus faginea și Quercus canariensis.
La baza desemnării sitului se află mai multe specii protejate:
- mamifere (2): vidră de râu (Lutra lutra), liliacul mic cu potcoavă (Rhinolophus hipposideros)
- nevertebrate (1): rădașcă (Lucanus cervus)
- pești (2): Cobitis calderoni, Parachondrostoma miegii

Pe lângă speciile protejate, pe teritoriul sitului au mai fost identificate 1 specie de plante, 12 specii de păsări, 2 specii de amfibieni, 4 specii de mamifere, 4 specii de pești.